# Bezi
Bezi (dt. Wesing) ist eine Gemeinde im Kreis Győr, der im Komitat Győr-Moson-Sopron im Nordwesten Ungarns liegt.

## Sehenswürdigkeiten
- Evangelische Kirche
- Römisch-katholische Kirche Nagyboldogasszony

## Verkehr
Durch Bezi führt die Landstraße Nr. 8417. Die Hauptstraße M85 verläuft ungefähr drei Kilometer südlich des Ortes. Es gibt Busverbindungen von Bezi nach Győr und Csorna.